# Campbell-eend

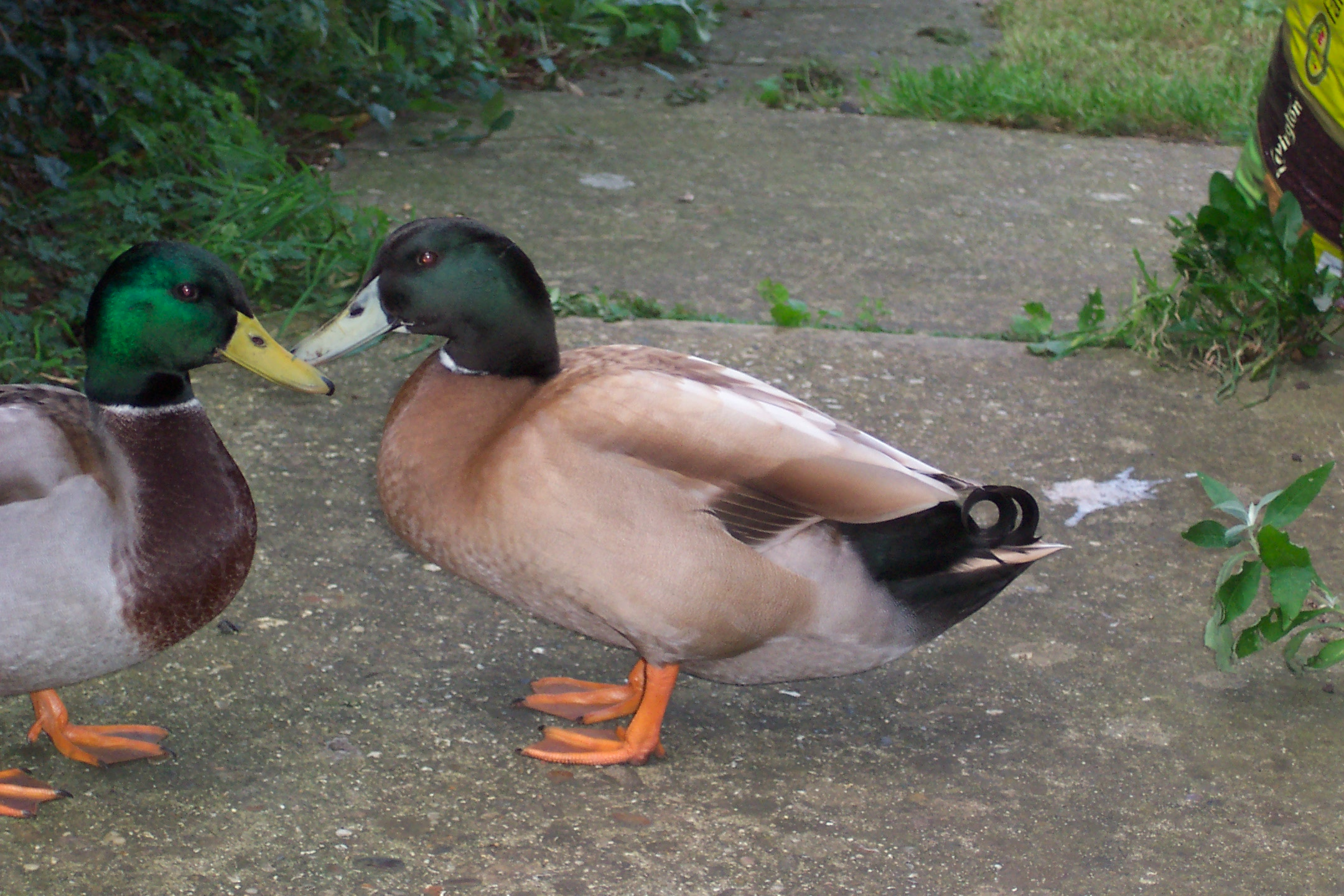
Campbell-eend

De Campbell-eend is een echte legeend, afkomstig uit Engeland.

## Beschrijving
De woerd is 2,5 kg en het vrouwtje is 2 kg. Het is een lichtgebouwde, maar niet slanke eend met enigszins opgerichte houding. Er zijn twee kleurslagen: kakikleurig en wit. Beide geslachten zijn hetzelfde gekleurd. De kakikleurige: de kop en hals zijn donkerbruin met een groene glans, de rest van het verenkleed is kakikleurig met een rossige waas. De witte: Het gehele verenkleed is zuiver wit. Het ei is wit tot groenig met een minimumgewicht van 65 gram. De legopbrengst is ongeveer 180 tot 200 eieren per jaar.

## Bijzonderheden
De Campbell-eend heeft een gemakkelijke opfok en ze zijn vroeg geslachtsrijp. Ze zijn ook bestand tegen guur weer. De Campbell-eend heeft een enorme legopbrengst, daardoor hoort de Campbell-eend tot de economisch belangrijkste rassen. De prestaties zijn bij een flinke uitloop het best. Zwemgelegenheid is niet nodig.